# Дискографија групе Bauhaus

Дискографија Bauhaus-a, британског готик бенда, састоји се од пет студијских албума, четири албума уживо, три компилације, четири ЕПова, једанаест синглова и три видео албума. Бенд је основан у Нортхамптону 1978. од стране Денијела Еша (гитара), Дејвида Џеја (бас), Кевина Хаскинса (бубњеви) и Питера Марфија (вокали).
Објављен у августу 1979. за Small Wonder Records, Баухаусов дебитантски сингл — деветоминутни „Bela Lugosi's Dead“ — није успио да доспе на UK Singles Chart. Бенд је потписао уговор са 4AD 1980. и објавио још три сингла, од којих сви нису успјели да доспију на топ листе. Такође су објавили свој деби албум, In the Flat Field, 1980. године и ово је постало прво издање бенда на листи када је достигао 72. мјесто на UK Album Charts. Након што је 1981. поновне промјене издавачке куће у Beggars Banquet Records, бенд је први пут доспио на UK Singles Chart са "Kick in the Eye", који је достигао 59. мјесто.
Њихов наредни сингл, The Passion of Lovers, достигао је 56. мјесто. Након што је други албум бенда, Mask, достигао 30. мјесто на UK Albums Chart, наредна два сингла нису успјела да дођу до Top 40 на UK Singles Chart. Октобра 1982. бенд је забиљежио највећи број наступа на UK Singles Chart када су објавили обраду пјесме Дејвида Боувија "Ziggy Stardust", која је достигла 15. мјесто—као и 13. мјесто на Irish Singles Chart-у. Такође објављен у октобру 1982., The Sky's Gone Out достигао је 4. место на UK Albums Chart. Бенд је објавио још два сингла и албум 1983. године, од којих сви нису успјели да искористе успех својих издања крајем 1982, прије него што се распао.
Након распуштања, сва четири члана Баухауса су наставили са својим соло пројектима пре него што су се Еш, Дејвид Џеј и Кевин Хаскинс реформисали у Love and Rockets 1985. године. Баухаус се реформисао за Ressurection Tour 1998. и за једнократни концерт у априлу 2005. Још једна поновна турнеја услиједила је крајем 2005, прије него што је почео рад на новом албуму Go Away White, објављеном у марту 2008. Албум је био лош на листи, достигавши само 120. мјесто на UK Charts Album-у, али је бенду дао прву улазницу за студијски албум на америчкој листи Билборд 200 када је достигао 105. мјесто. Након објављивања албума, Баухаус се поново распао.

## Албуми

### Студијски албуми
| Наслов                                                                              | Детаљи | Позиције | Позиције | Позиције | Позиције | Позиције | Сертификат                                 |
| Наслов                                                                              | Детаљи | UK       | UK Indie | FRA      | NZ       | US       | Сертификат                                 |
| ----------------------------------------------------------------------------------- | --- | -------- | -------- | -------- | -------- | -------- | ------------------------------------------ |
| In the Flat Field                                                                   | - Датум објављивања: 3. новембар 1980. - Издавачка кућа: 4AD - Формат: LP, MC                                             | 72       | 1        | —        | —        | —        |                                            |
| Mask                                                                                | - Датум објављивања: 16. октобар 1981. - Издавачка кућа: Beggars Banquet - Формат: LP, MC                                 | 30       | —        | —        | —        | —        | - Британска фонографска индустрија: сребро |
| The Sky's Gone Out                                                                  | - Датум објављивања: 22. октобар 1982. - Издавачка кућа: Beggars Banquet - Формат: LP, MC                                 | 4        | —        | —        | 26       | —        | - Британска фонографска индустрија: сребро |
| Burning from the Inside                                                             | - Датум објављивања: 15. јул 1983. - Издавачка кућа: Beggars Banquet - Формат: LP, MC                                     | 13       | —        | —        | —        | —        |                                            |
| Go Away White                                                                       | - Датум објављивања: 3. март 2008. - Издавачка кућа: Bauhaus Music, Cooking Vinyl - Формати: LP, CD, дигитално преузимање | 120      | 13       | 183      | —        | 105      |                                            |
| "—" означава албуме који нису били на листама или нису били објављени у тој држави. | |          |          |          |          |          |                                            |

### Албуми уживо
| Наслов                               | Детаљи |
| ------------------------------------ | --- |
| Press the Eject and Give Me the Tape | - Датум објављивања: 10. децембар 1982. - Издавачка кућа: Beggars Banquet - Формати: LP, CD - Прво објављен као бонус диск са копијама The Sky's Gone Out   |
| Rest in Peace: The Final Concert     | - Датум објављивања: август 1992. - Издавачка кућа: Nemo - Формат: 2×CD                                                                                     |
| Live in the Studio 1979              | - Датум објављивања: 1997. - Издавачка кућа: Nemo - Формат: CD - Дистрибуирано са књигом Beneath the Mask.                                                  |
| Gotham                               | - Датум објављивања: новембар 1999. - Издавачка кућа: Metropolis - Формат: 2×CD                                                                             |
| This Is for When...                  | - Датум објављивања: новембар 2009. - Издавачка кућа: Vinyl 180 - Формат: 2×LP - На CD-у као дио Omnibus издања пјесме Mask али посебно објављено на винилу |

### Компилацијски албуми
| Наслов                                                                              | Детаљи | Позиције | Позиције | Сертификати                                |
| Наслов                                                                              | Детаљи | UK       | US       | Сертификати                                |
| ----------------------------------------------------------------------------------- | --- | -------- | -------- | ------------------------------------------ |
| Bauhaus 1979–1983                                                                   | - Датум објављивања: новембар 1985. - Издавачка кућа: Beggars Banquet - Формати: 2×LP, MC, CD - Објављено као два посебна CD-а: 1979–1983 Volume 1 и 1979–1983 Volume 2. | 36       | —        | - Британска фонографска индустрија: сребро |
| Swing the Heartache: The BBC Sessions                                               | - Датум објављивања: јул 1989. - Издавачка кућа: Beggars Banquet - Формати: 2×LP, MC, CD                                                                                 | —        | 169      |                                            |
| Crackle                                                                             | - Датум објављивања: 7. јул 1998. - Издавачка кућа: Beggars Banquet - Формат: CD                                                                                         | —        | —        |                                            |
| Singles                                                                             | - Датум објављивања: 22. новембар 2013 - Издавачка кућа: Beggars Banquet - Формат: CD, винил, дигитално преузимање                                                       | —        | —        |                                            |
| "—" означава албуме који нису били на листама или нису били објављени у тој држави. | |          |          |                                            |

### Видео албуми
| Наслов          | Детаљи                                                                                                 |
| --------------- | --- |
| Shadow of Light | - Датум објављивања: 1984. - Издавачка кућа: Beggars Banquet, Hendring - Формати: VHS, Betamax, DVD[A] |
| Archive         | - Датум објављивања: 1984. - Издавачка кућа: Beggars Banquet - Формати: VHS, DVD[A]                    |
| Gotham          | - Датум објављивања: 1999. - Издавачка кућа: Metropolis - Формати: VHS, DVD                            |

## ЕПови
| Наслов                                                                             | Детаљи                                                                                           | UK | UK Indie | NZ |
| ---------------------------------------------------------------------------------- | ------------------------------------------------------------------------------------------------ | -- | -------- | -- |
| Kick in the Eye (Searching for Satori E.P.)                                        | - Датум објављивања: фебруар 1982. - Издавачка кућа: Beggars Banquet - Формати: 7", 12"          | 45 | —        | —  |
| 4AD                                                                                | - Датум објављивања: септембар 1983. - Издавачка кућа: 4AD - Формат: 12"                         | 81 | 5        | 30 |
| The Singles 1981–1983                                                              | - Датум објављивања: октобар 1983. - Издавачка кућа: Beggars Banquet - Формат: 12"               | 52 | —        | —  |
| Bauhaus E.P.                                                                       | - Датум објављивања: фебруар 1983. - Ознака: A&M - Формат: 7"                                    | —  | —        | —  |
| The Bela Session                                                                   | - Датум објављивања: 23. новембар 2018. - Издавачка кућа: Leaving Records - Формати: CD, DL, 12" | —  | —        | —  |
| "—" означава ЕПове који нису били на листама или нису били објављени у тој држави. |                                                                                                  |    |          |    |

## Синглови
| Наслов                                                                                | Година | Позиција на табели | Позиција на табели | Позиција на табели | Позиција на табели | Позиција на табели | Албум                   |
| Наслов                                                                                | Година | UK                 | UK Indie           | IRE                | NZ                 | US Dance           | Албум                   |
| ------------------------------------------------------------------------------------- | ------ | ------------------ | ------------------ | ------------------ | ------------------ | ------------------ | ----------------------- |
| "Bela Lugosi's Dead"                                                                  | 1979   | —                  | 8                  | —                  | —                  | —                  | неалбумски синглови     |
| "Dark Entries"                                                                        | 1980   | —                  | 17                 | —                  | —                  | —                  | неалбумски синглови     |
| "Terror Couple Kill Colonel"                                                          | 1980   | —                  | 5                  | —                  | —                  | —                  | неалбумски синглови     |
| "Telegram Sam"                                                                        | 1980   | —                  | 3                  | —                  | 12                 | —                  | неалбумски синглови     |
| "Kick in the Eye"                                                                     | 1981   | 59                 | —                  | —                  | —                  | 29                 | Mask                    |
| "The Passion of Lovers"                                                               | 1981   | 56                 | —                  | —                  | —                  | —                  | Mask                    |
| "Spirit"                                                                              | 1982   | 42                 | —                  | —                  | —                  | —                  | The Sky's Gone Out      |
| "Ziggy Stardust"                                                                      | 1982   | 15                 | —                  | 13                 | 20                 | —                  | неалбумски синглови     |
| "Lagartija Nick"                                                                      | 1983   | 44                 | —                  | —                  | —                  | —                  | неалбумски синглови     |
| "She's in Parties"                                                                    | 1983   | 26                 | —                  | 28                 | 47                 | —                  | Burning from the Inside |
| "Drink The New Wine"                                                                  | 2022   | —                  | —                  | —                  | —                  | —                  | неалбумски сингл        |
| "—" означава синглове који нису били на листама или нису били објављени у тој држави. |        |                    |                    |                    |                    |                    |                         |

### Остали синглови
| Title                 | година | Напомене                                                       | Албум               |
| --------------------- | ------ | -------------------------------------------------------------- | ------------------- |
| "Satori in Paris"     | 1982   | - Додано у LP копије ''Press the Eject and Give Me the Tape''. | неалбумски синглови |
| "A God in an Alcove"  | 1982   | - Објављено као дио промоције часописа 'Flexipop”.             | неалбумски синглови |
| "The Sanity Assassin" | 1983   | - Објављен као бесплатни сингл клуба обожавалаца.              | неалбумски синглови |

## Спотови
| Наслов             | Година | Директор         |
| ------------------ | ------ | ---------------- |
| "Telegram Sam"     | 1980   | Мик Калверт      |
| "Mask"             | 1981   | Кристофер Колинс |
| "Spirit"           | 1982   | Кристофер Колинс |
| "Ziggy Stardust"   | 1982   | Мик Калверт      |
| "She's in Parties" | 1983   | Ховард Гард      |